# Georg Göhler
Karl Georg Göhler (29 de juny de 1874 a Zwickau; † 4 de març ´de 1954 a Lübeck)) fou un compositor i crític musical alemany.
Estudià en la Universitat i en el Conservatori de Leipzig i el 1897 fou nomenat director de la Societat coral Riedel i el 1903 succeí Stade com a mestre de capella de la cort d'Altenburg, d'on passà a la de Karlsruhe.
La seva obra de compositor comprèn: dues simfonies; una Suite d'orquestra i Indische Liedchen.
A més, va publicar nombrosos articles de crítica musical, entre els que causaren impressió els dirigits contra Richard Strauss, i l'obra Cornelius Freund (1896).